# Corky Calhoun
David L. « Corky » Calhoun, né le 1er novembre 1950 à Waukegan, dans l'Illinois, est un ancien joueur américain de basket-ball. Il évolue durant sa carrière au poste d'ailier.

## Palmarès
- Champion NBA 1977